# 森山栄治
森山 栄治（もりやま えいじ、1976年10月3日 - ）は、日本の男性俳優、声優。長崎県出身。血液型はA型。身長177cm。体重69kg。

## 人物
- 男性4人組演劇ユニット*pnish*（パニッシュ）の副リーダーで、イメージカラーは青。
- 代表作にNHK教育テレビジョン『まちへとびだそう』主人公ガジュ丸役、映画『ウォーターボーイズ』バスケ部部長吉田役、『ミュージカル テニスの王子様』桃城武役、映画『テニスの王子様』等がある。
- 『テニスの王子様』とは関わりが多く、アニメでは声優として伊武深司、ゲーム『SWEAT&TEARS』では更に男主人公のライバル藤堂健吾、ミュージカルでは桃城武（1stシーズン）と越前南次郎（2nd,3rdシーズン）、実写映画では真田弦一郎を演じている。
- 華麗な立ち回りが売り
- 雑誌にコラムを連載するなど活動は多岐にわたる。
- 元自称「セクシィ栄治」。→自ら「セクシィ」と名乗っていたが、時が経つにつれ恥ずかしくなり自分では名乗らなくなった。
- 明るく快活で笑いにかける情熱は人一倍。本人曰くかっこいいと言われるより面白いと言われる方が嬉しい。演劇ユニット*pnish*のメンバーに笑いに関するアドバイスをすることも。
- *pnish*のメンバーでもある鷲尾昇と三十代突入を機に謎のユニットサンティーズを結成しCDをリリースしている。
- 歌は魂だ、が口癖。ビリヤードが得意。最近[いつ?]サバイバルゲームを始めた。

## 出演

### テレビドラマ
- 59番目のプロポーズ（2006年7月11日、日本テレビ） - 合コン相手 役
- 恋愛診断（2007年）- 不城和己 役
- 美しい隣人（2011年、フジテレビ） - 相田和史 役
- 金曜プレステージ（フジテレビ）
  - 特別企画 悪女たちのメス（2011年12月9日） - 日比野信吾 役
  - 特別企画 女秘匿捜査官 原麻希 アゲハ（2012年7月13日） - 五島秀之 役
  - スペシャルドラマ 鬼女（2013年6月28日） - 塚原有 役
  - 壮絶!女のミステリー第3弾 強行犯係・魚住久江〜ドルチェ2（2013年11月15日） - 吉沢徹 役
- 恋愛ニート〜忘れた恋のはじめ方（2012年、TBS） - 小早川隆志 役
- ゴーストママ捜査線〜僕とママの不思議な100日〜（2012年、日本テレビ） - 鶴田健一 役
- VISION-殺しが見える女-（2012年、読売テレビ） - 浜倉カヅキ 役
- タンクトップファイター（2013年、毎日放送） - 磯村英二 役
- 新春ドラマ特別企画 わが家（2015年1月4日、毎日放送）
- 不便な便利屋（2015年、テレビ東京） - 桜田俊太郎 役
- 相棒season14 第1話「フランケンシュタインの告白」（2015年10月14日、テレビ朝日） - 特別司法警察職員・井川茂 役
- テレビ東京 金曜8時のドラマ「警視庁ゼロ係〜生活安全課なんでも相談室〜」第1話（2016年1月15日、テレビ東京）- 沢田 役
- NHK プレミアムよるドラマ「はぶらし/女友だち」第7話（2016年2月16日、BSプレミアム）
- BSスカパー!オリジナル連続ドラマ「螻蛄(けら)〜疫病神シリーズ〜」 第4話（2016年3月11日、BSスカパー!）
- 木曜劇場「早子先生、結婚するって本当ですか? 」第2話（2016年4月28日、フジテレビ）
- 連続テレビ小説とと姉ちゃん（2016年、NHK）
- 土曜ワイド劇場（テレビ朝日）
  - 西村京太郎トラベルミステリー66（2016年7月2日） - 中村祐樹 役
  - 「新ヤメ検の女(2)」（2016年11月26日）
- NHKスペシャル　メルトダウンFile.6 原子炉冷却12日間の深層（2017年3月12日、NHK）
- 月曜名作劇場「 魔性の群像 刑事・森崎慎平4」（2017年3月13日、TBS） - 笹岡道隆 役
- 世にも奇妙な物語 '17春の特別編（2017年4月29日、フジテレビ）
- 緊急取調室2 第7話（2017年6月1日、テレビ朝日） 立花徹 役
- 月曜名作劇場「 オバチャン保険調査員 赤宮楓のマル秘事件簿～お金のズルは許さない」（2017年8月21日、TBS） - 「週間新海」記者 役
- 命売ります 第8話（2018年05月29日、テレビ東京）

### ネット配信
- AKBホラーナイト アドレナリンの夜 第18話「高額当選」（2015年12月3日、ビデオパス・テレ朝動画）

### 映画
- ウォーターボーイズ（2001年） - バスケ部キャプテン・吉田 役
- テニスの王子様（2006年） - 真田弦一郎 役
- 隙間女（2014年） - 三瀬克也 役
- THE ACTOR-ジ・アクター（2016年） - 城島 役

### テレビ
- まちへとびだそう（NHK教育） - 緑ガジュ丸 役
- ケータイ・ネット社会の落とし穴（NHK教育）

### テレビアニメ
- テニスの王子様（2001年） - 伊武深司 役
- Dr.リンにきいてみて!（2001年） - 神崎餃子 / 闇の王 役
- こちら葛飾区亀有公園前派出所
  - 第224話「史上最悪の脱出!」（2001年） - 畑山守 役
  - 第324話「ワシは誰だ!?」（2003年） - 加納良次 役
- アイシールド21（2005年） - 佐々木コータロー 役

### OVA
- グッドモーニング・コール（2001年） - 上原久志 役

### 劇場アニメ
- 劇場版 テニスの王子様 跡部からの贈り物 君に捧げるテニプリ祭り（2005年） - 伊武深司 役

### ゲーム
- GetBackers-奪還屋- - 美堂蛮 役
- サンデーVSマガジン 集結!頂上大決戦
- テニスの王子様シリーズ - 伊武深司 役
- テニスの王子様SWEAT & TEARS - 藤堂健吾 / 伊武深司 役

### 舞台
- シロ×クロ公演
- *pnish*本公演、プロデュース公演
- わが町（1997年12月2日 - 21日、銀座セゾン劇場）
- タワーリングライフ（2002年3月21日 - 27日、紀伊國屋サザンシアター）
- CROSS ROAD（2002年8月14日 - 18日、中野ザ・ポケット）
- OH! BABY（2003年10月29日 - 11月3日、全労済ホール スペース・ゼロ） - 沢村栄治 役
- コミックジャック（2003年7月2日 - 6日、彩の国さいたま芸術劇場　小ホール）
- 燃えよ剣（2004年5月1日 - 27日、明治座）
- ハレルヤ（2004年9月3日 - 12日、THEATER/TOPS）
- ZIPPER（2005年6月7日 - 19日、クラブeX（品川プリンスホテルエグゼクティブタワー3F））
- アンジェラ（2005年11月23日 - 27日、新宿スペース107）
- ジャンプフェスタバンダイステージ 「ONE PIECE」 - ロロノア·ゾロ 役
- ミュージカル・テニスの王子様 - 記載のないものはすべて桃城武 役
  - ミュージカル テニスの王子様
  - ミュージカル テニスの王子様 Remarkable 1st Match 不動峰
  - ミュージカル テニスの王子様 Dream Live 1st
  - ミュージカル テニスの王子様 More than Limit 聖ルドルフ学院
  - ミュージカル テニスの王子様 IN WINTER 2004-2005 SIDE 不動峰〜special match〜
  - ミュージカル テニスの王子様 Dream Live 7th
  - ミュージカル・テニスの王子様2ndシーズン Dream Live 2013 ※ゲスト出演
  - ミュージカル テニスの王子様 2ndシーズン 全国大会 青学vs立海 - 越前南次郎 役
  - ミュージカル テニスの王子様 2ndシーズン Dream Live 2014 - 越前南次郎 役、森山栄治としても出演
  - ミュージカル・テニスの王子様3rdシーズン 青学VS不動峰 - 越前南次郎役
- ROCK MUSICAL BLEACHシリーズ　-　阿散井恋次　役
  - ROCK MUSICAL BLEACH
  - ROCK MUSICAL BLEACH 再炎
  - ROCK MUSICAL BLEACH The Dark of The Bleeding Moon
  - ROCK MUSICAL BLEACH the LIVE 卍解SHOW code001
  - ROCK MUSICAL BLEACH No Clouds in the Blue Heavens
  - ROCK MUSICAL BLEACH DX（ROCK MUSICAL BLEACH THE ALL,THE LIVE 卍解SHOW CODE:002）
  - ROCK MUSICAL BLEACH the LIVE 卍解SHOW code003
- bambino
- SHOW-GO produce「エンディングノート〜ゆるやかな絶望〜」
- エブリ リトル シング（2008年7月11日 - 20日）
- SAMURAI 7（2008年11月14日 - 24日、新宿コマ劇場） - ヒョーゴ 役
- その男（2009年4月6日 - 26日、東京芸術劇場 中ホール/5月2日 - 27日、新歌舞伎座）
- LOVE GUN（2010年6月13日 - 20日、赤坂RED THEATER）
- D-room5 〜みんなでいっぱいいっぱい〜（2012年1月19日、ザムザ阿佐谷） ※ゲスト出演
- 琉球ロマネスク テンペスト（2011年2月6日 - 28日、赤坂ACTシアター/3月5日 - 20日、新歌舞伎座）
- この愛よ叶うなら嬉しいよ（2012年7月12日 - 16日、シアターグリーン BIG TREE THEATER）
- 男子ing!!（2012年11月21 - 25日、SPACE107）
- 西川きよし芸能生活50周年記念公演　コメディ水戸黄門（2013年9月6日 - 28日、なんばグランド花月/2014年2月21日 - 24日、シアター1010/3月6日 - 22日、中日劇場）
- D-room7（2014年1月22日、ザムザ阿佐谷） ※ゲスト主演
- STAGE×12vol.9 渚にまつわるエキストラ（2014年1月22日 - 25日、赤坂GENKI劇場）
- ママと僕たち〜おべんきょイヤイヤBABYS〜（2014年5月2日 - 11日、AiiA Theater Tokyo） - 豪太 役
- ネルフェス2014 in武道館（2014年11月7日、武道館）
- D-room8（2015年1月22日、ザムザ阿佐谷） ※ゲスト主演、「不便な便利屋」収録中のため北海道から中継での出演
- 時速246億 春の桜まつり2015（2015年4月10日、新宿村LIVE） ※ゲスト主演
- フリーエス さろん（2015年5月20日 - 24日、シアター711） - 主役・野村和輝 役
- HYBRID PRJECT Vol.13 Nouvell Vague（2015年7月1日 - 5日、銀座博品館劇場） - サカキ・榊 役
- 十五少年漂流記（2015年8月20日 - 24日、シアター1010） - ウォルストン 役
- 夢幻不条理劇「蜘の糸」（2015年10月10日、名古屋能楽堂）イト 役
- ミュージカル 「青春-AOHARU-鉄道」シリーズ
  - 「青春-AOHARU-鉄道」（2015年11月18日 - 23日、全労済ホール スペース・ゼロ） -  秩父鉄道 役
  - 「青春-AOHARU-鉄道」2 〜信越地方よりアイをこめて〜 （2016年11月9日 - 13日、AiiA 2.5 Theater Tokyo/ 11月18日 - 20日、新神戸オリエンタル劇場） -  秩父鉄道 役 ※声のみ出演
  - 「青春-AOHARU-鉄道」3 ～延伸するは我にあり～ （2018年5月25日 - 26日、長岡リリックホール シアター） - 秩父鉄道 役 ※新潟公演のみ出演
  - 「青春-AOHARU-鉄道」4 ～九州遠征異常あり～ （2021年2月14日 - 28日、天王洲 銀河劇場） -  秩父鉄道・都営浅草線 役
  - 「青春-AOHARU-鉄道」～誰が為にのぞみは走る～（2022年8月19日・26日、品川プリンスホテル ステラボール） - 秩父鉄道（19日）・都営浅草線（26日） 役[2][3]
  - 「青春-AOHARU-鉄道」〜地下の中心で愛をさけんだMétro〜（2023年12月21日 - 31日、品川プリンスホテル クラブeX） - 都営浅草線 役[4]
  - 「青春-AOHARU-鉄道」コンサート Rails Live 2025（2025年11月22日 - 24日〈予定〉、TACHIKAWA STAGE GARDEN） - 秩父鉄道 / 都営浅草線 役[5]
- ナ・ポリプロピレン2015年公演「さよならブレーメン」（2015年12月29日、下北沢駅前劇場） ※日替わりゲスト
- D-room9（2016年1月24日、ザムザ阿佐ヶ谷） ※ゲスト主演
- 方南ぐみ企画公演「片想い」（2016年2月3日 - 7日、俳優座劇場） - 加茂川芳蔵 役
- 劇団あおきりみかん「パラドックス・ジャーニー」（2016年3月20日、シアターグリーン） ※アフタートークゲスト
- 「potluck 10」（2016年4月15日、原宿アストロホール）
- 「大きな虹のあとで」～不動四兄弟～
  - （2016年8月20日 - 24日、俳優座劇場）
  - （2017年8月29日 - 9月3日、中野ザ・ポケット）
- 「不埒なチェイン」（2016年12月8日 - 12日、座・高円寺１）
- 朝ミュージカル「僕と彼女と物憂げな傘」（2017年6月17日・24日、サンデーブランチ　下北沢店）
- 「スロウハイツの神様」（2017年7月5日 - 16日、サンシャイン劇場）
- 「ポセイドンの牙」Version蛤（2017年10月13日 - 21日、紀伊國屋ホール）ドローナ 役
- 「バリスタと恋の黒魔術」（2017年12月20日 - 26日、新宿村LIVE）
- 「LOST PIANO CHILDREN」（2018年3月6日 - 10日、ワテラスコモンホール）
- WATARoom produce 「VIVID CONTACT -again-」（2018年3月21日 - 25日、アトリエ第Ｑ藝術）
- こまつ座第121回公演「たいこどんどん」（2018年5月05日 - 20日、紀伊國屋サザンシアター TAKASHIMAYA）
- 「テイルズ オブ ザ ステージ -ローレライの力を継ぐ者-」　ラルゴ 役
  - LIVE&THEATER at 横浜アリーナ（2018年6月15日、横浜アリーナ）
  - EMOTIONAL ACT(2018年8月22日 - 26日、Zepp DiverCity/ 9月8日・9日、Zepp Namba)
- 「BROTHER B75」（2018年6月19日、シアター711）※東京公演ゲスト
- 「ピアノのある街」（2018年07月19日 - 22日、ラゾーナ川崎プラザソル）
- 「結婚のススメ～NO　SURPRISE，NO　LIFE！～」（2019年1月19日 - 22日、紀伊國屋ホール）
- PERSONA5 the stage #2（2020年10月1日 - 4日、KT Zepp Yokohama / 10月17日 - 18日、サンケイホールブリーゼ） - 佐倉惣治郎 役[6]
  - PERSONA5 the stage #3（2021年12月10日 - 12日、メルパルクホール大阪 / 12月16日 - 19日、KT Zepp Yokohama）[7]
- 舞台「賭博黙示録カイジ」（2020年12月4日 - 6日、京都劇場/12月10日 - 13日、ヒューリックホール東京）- 利根川幸雄役
- KOYAMA SONIC2021（2021年7月14日・15日、シアター711）[8]
- 舞台「SOULFUL SOUL」（2021年10月28日 - 31日、シアターグリーン BASE THEATER）[9]
- 舞台「ぼくらの七日間戦争2022」（2022年2月4日 - 6日、東京建物 Brillia HALL） - 酒井敦 役[10]
- うみねこのなく頃に〜Stage of the golden Witch〜シリーズ - 右代宮留弗夫 役
  - Episode1（2022年3月31日 - 4月3日、CBGKシブゲキ!!）[11]
  - Episode2（2023年9月7日 - 10日、全労済ホール スペース・ゼロ）
  - Episode5（2025年2月20日 - 24日、全労済ホール スペース・ゼロ）[12]
- キスより素敵な手を繋ごう（2022年6月15日 - 19日、シアターサンモール / 6月26日、北九州芸術劇場 中劇場）[13]
- 朗読劇「眉毛一族の陰謀」（2023年2月5日、俳優座劇場）[14]
- 朗読劇「ハイエナ」（2023年4月28日、紀尾井小ホール）[15]
- 異説・狂人日記（2023年7月12日 - 16日、CBGKシブゲキ!!）[16]
  - 異説・狂人日記 再演（2025年7月3日 - 13日、三越劇場）[17]
- 役替わり朗読劇「5years after」ver.11（2024年5月21日 - 23日、赤坂RED/THEATER）[18]
- 舞台「転生したらスライムだった件」-魔王来襲編&人魔交流編-（2024年7月25日 - 28日、天王洲 銀河劇場 / 8月2日・3日、サンケイホールブリーゼ） - ガゼル・ドワルゴ 役 [19]
- 舞台「幕が上がる」（2024年8月21日 - 25日、シアター1010/9月14日、箕面市立文化芸能劇場）[20]

### ラジオ
- *pnish*のパニックスタジオ → Evening Station「森山栄治のこっそり聴いてくれないか!」（レインボータウンエフエム放送）
- テニスの王子様 オン・ザ・レイディオ（2005年7月、文化放送）
- 新テニスの王子様　オン・ザ・レイディオ（2014年1月、文化放送） - パーソナリティ
- 新テニスの王子様　オン・ザ・レイディオ（2014年1月11日、文化放送） ※ゲスト出演

### CD
- 『テニスの王子様』シリーズ キャラクターソング
  - THE BEST OF RIVAL PLAYERS II Shinji Ibu（伊武深司）（2003年1月22日）[21]
  - Start〜僕の行方〜（伊武深司）（2006年3月15日）[22]
  - EVE〔ミニアルバム〕（伊武深司）（2006年12月6日）[23]
  - Wonderful days（プルタブと缶）[24]（2004年8月25日）[25]
  - Party Time（プルタブと缶）（2015年1月21日）[26]

### その他
- *pnish*シリーズ
  - *pnish*panic days!（フォトブック）
  - *pnish*panic days!2 飛べ！パニッシュ（フォトブック第2弾）
  - *pnish*13歳になりましたユーストリーム（2014年7月1日）
  - *pnish*14歳になりましたユーストリーム（2015年7月13日）
- アメスタ 横河放課後学習塾（2013年11月 - 2015年7月） - レギュラー・講師としてMC
- 鷲尾昇の番長レンジャー（2014年10月22日・2015年5月28日・9月24日） - 番長（ゲスト）
- 第36回 読者が選ぶ・講談社広告賞（2014年10月16日） - MC
- webTV「エンタの素」（2015年6月11日） - ゲスト
- 「Kimeru Live 2015 "Birthday"」（2015年6月21日） - ビデオレターでの出演 ※サプライズゲスト
- フリッピングとくべつきかく「モコちゃん 北海道へ行くの巻き〜パインソー編」（2015年7月25日・26日、演劇専用小劇場BLOCH） - ゲスト
- mjbコントライブ「mix! jam! blend! assemble!」（2021年11月13日・14日、アトリエファンファーレ高円寺）[27]
- mjbコントライブ「Re:mix!jam!blend!」（2022年11月10日 - 13日（予定）、DDD青山クロスシアター）[28]